# Coenochilus pygidialis
Coenochilus pygidialis är en skalbaggsart som beskrevs av Oliver Erichson Janson 1901. Coenochilus pygidialis ingår i släktet Coenochilus och familjen Cetoniidae. Inga underarter finns listade i Catalogue of Life.